# Barstow
|  | Per a altres significats, vegeu «Barstow (Califòrnia)». |

Barstow és una àrea no incorporada del Comtat de Fresno a l'estat de Califòrnia. És a 3,25 milles (5 km) a l'oest-sud-oest de Herndon, a una alçada de 276 peus (84 msnm).